# 卡耶坦·杜申斯基
卡耶坦·杜申斯基（波蘭語：Kajetan Duszyński，1995年5月12日—），波蘭田徑運動員，他代表波蘭隊參加了日本舉行的2020年夏季奧林匹克運動會，並且在混合4×400米接力比賽上獲得金牌。